# Арабов, Юрий Николаевич
Ю́рий Никола́евич Ара́бов (25 октября 1954, Москва — 27 декабря 2023, Москва) — русский советский и российский прозаик, поэт, сценарист. Заслуженный деятель искусств Российской Федерации (1999). Пятикратный лауреат премии «Ника» за лучшую сценарную работу.
Представитель метареализма — течения в поэзии 1970—1990-х годов, означающего «метафизический», а также «метафорический реализм».

## Биография
Юрий Арабов родился 25 октября 1954 года в Москве. Мать — Елена Антоновна Арабова (1920—1988), по окончании ВГИКа работала помощником режиссёра и режиссёром дубляжа на киностудии имени М. Горького. Отец был родом из Тулы, где родители и познакомились в 1953 году на съёмках фильма «Васса Железнова» Леонида Лукова. Спустя пять лет родители развелись, Юрий остался с матерью.
В 1980 году он окончил сценарный факультет ВГИКа (мастерская Николая Фигуровского и Евгения Дикова). Дебютировал в кинематографе как сценарист фильма «Одинокий голос человека» (1978, вышел на экраны в 1987 году). Постоянный соавтор Александра Сокурова, сценарист 12 его лент. Не раз обращался к сюжетам Серебряного века и эпохи модерн (например, мистический триллер «Господин оформитель»).
Один из организаторов неформального клуба «Поэзия» в Москве (1986). Стихотворение «Монолог» было опубликовано в апреле 1987 года в журнале «Юность» в рубрике «Испытательный стенд». В дальнейшем выпустил несколько поэтических сборников, среди которых «Автостоп», «Ненастоящая сага», «Простая жизнь», «Воздух».
С 1992 года совместно с Татьяной Дубровиной вёл мастерскую драматургии во ВГИКе, с 1994 года возглавлял кафедру кинодраматургии. В разное время студентами его мастерской были Нана Гринштейн, Дмитрий Соболев, Денис Родимин, Гиви Шавгулидзе, Михаил Дурненков.
Написал сценарии к более чем 30 кинофильмам. Сценарист ряда телевизионных проектов — «Дело о „Мёртвых душах“», «Доктор Живаго», «Завещание Ленина». В 2004 году по его оригинальному сценарию режиссёр Адель Аль-Хадад снял фильм «Апокриф: музыка для Петра и Павла» (фантазия на тему жизни Петра Ильича Чайковского), удостоенный множества призов на российских и международных кинофестивалях.
В 2008 году по его сценарию режиссёр Кирилл Серебренников поставил фильм «Юрьев день», ставший лауреатом международных кинопремий. В 2009 году по его роману «Чудо» режиссёр Александр Прошкин поставил одноимённый фильм, удостоенный «Серебряного Георгия» на 31-м Московском Международном кинофестивале.
Автор романов «Биг-бит», «Флагелланты», «Чудо», «Столкновение с бабочкой», а также сборника кинопрозы «Солнце и другие киносценарии» и книги эссе «Механика судеб».
Скончался 27 декабря 2023 года в Москве от острой сердечной недостаточности после продолжительной болезни. Отпевание прошло 30 декабря в храме Троицы Живоначальной в Хохлах, похоронен на Троекуровском кладбище (уч. 21).
В декабре 2024 года, уже после смерти Арабова, на фестивале «Зимний» состоялась премьера его режиссёрского дебюта — фильма «Гирокастра» совместного российско-албанского производства. Арабов начал снимать фильм ещё в середине 2010-х годов, но его производство сильно затянулось. После смерти режиссёра фильм был подготовлен к показу командой во главе с продюсером картины Эллой Архангельской. Действие фильма происходит в 1960-е годы в Албании, сценарий был написан Арабовым совместно с известным албанским писателем Исмаилом Кадаре (1936—2024), уроженцем города Гирокастра.

## Фильмография

### Кино
Сценарист
- 1978 (1987) — Одинокий голос человека
- 1980 — Он (короткометражный фильм по рассказу Станислава Лема «Друг»)[25]
- 1983 (1987) — Скорбное бесчувствие
- 1988 — Дни затмения
- 1988 — Господин оформитель
- 1989 — Посвящённый
- 1989 — Спаси и сохрани
- 1990 — Круг второй
- 1990 — Сфинкс
- 1992 — Присутствие
- 1992 — Камень
- 1994 — Тихие страницы
- 1997 — Мать и сын
- 1999 — Молох
- 2001 — Телец
- 2002 — Игра в модерн
- 2002 — Полтора кота
- 2004 — Апокриф: музыка для Петра и Павла
- 2005 — Солнце
- 2006 — Ужас, который всегда с тобой
- 2008 — Юрьев день
- 2009 — Чудо
- 2009 — Полторы комнаты, или Сентиментальное путешествие на родину
- 2011 — Фауст
- 2012 — Орда
- 2013 — Зеркала
- 2015 — Орлеан
- 2015 — Клетка[26][27][28]
- 2015 — Охрана
- 2016 — Монах и бес
- 2019 — Мысленный волк
- 2020 — Нос, или Заговор «не таких»
- 2024 — Гирокастра

Режиссёр
- 2024 — Гирокастра

### Телевидение
- 1990 — Николай Вавилов (6 серий)
- 2005 — Доктор Живаго (11 серий)
- 2005 — Дело о «Мёртвых душах» (8 серий)
- 2007 — Завещание Ленина (12 серий)

## Книги
- Арабов Ю. Автостоп. — М.:: Советский писатель, 1991. — ISBN 5-265-01861-1. (Стихи)
- Арабов Ю. Простая жизнь. — М.: Московский рабочий, 1991. (Стихи, в конволюте с книгой стихов «Референдум» Нины Искренко)
- Арабов Ю. Ненастоящая сага. — Париж: AMGA, 1992. (Стихи)
- Арабов Ю. Механика судеб. — М.: Парад, 1997. (Эссе)
- Арабов Ю. Биг-бит. — М.: Андреевский флаг, 2003. (Роман-мартиролог)
- Арабов Ю. Воздух. — М.: Футурум БМ, 2003. (Стихи)
- Арабов Ю. Чудо. — М.: АСТ ; Астрель, 2009. (Роман)
- Арабов Ю. Орлеан. — М.: АСТ, 2011. — 224 с. — 4000 экз. — ISBN 978-5-17-072648-6. (Роман)
- Арабов Ю. Земля. — М.: РА Арсис-Дизайн, 2012. — 208 с. — 1000 экз. — ISBN 978-5-904155-22-3. (Стихи)
- Арабов Ю. Столкновение с бабочкой. — М.: АСТ, 2014. — 352 с. — 2500 экз. — ISBN 978-5-17-085777-7. (Роман)[29]
- Арабов Ю. Огонь. — М.: atelier ventura, 2016. — 128 с. — 300 экз. — ISBN 978-5-9906643-8-8. (Стихи)

Журналы
Выборочно
- «Юность» № 10, 1991. — 96 с.; Юрий Арабов [стихи]: Тайное послание (Предисловие); В городе Н.; Романс; Северная элегия; Размышление о вечном вопросе С.54—55.; портр. — 900 000 экз.
- «Знамя» № 9, 1999. — Юрий Арабов [стихи]: Цезариада (поэма). — 9500 экз.

## Предисловия к книгам
- Павел Лунгин. Такси-блюз и другие киносценарии. — Сеанс/Амфора, 2008. — 464 с. — (Серия «Библиотека кинодраматурга»). ISBN 978-5-901586-16-7, 978-5-367-00746-6
- В. Брайнин-Пассек. К нежной варварской речи. Стихотворения. Составитель Михаил Безродный. — СПб.: Алетейя, 2009. — 94 c. — (Серия «Русское зарубежье. Коллекция поэзии и прозы»). ISBN 978-5-91419-277-5
- Иван Кононов. «Смыслы». Стихотворения, фотографии, рисунки, проза. 2008. — 287 с.

## Награды и премии
- Орден Дружбы (19 декабря 2019 года) — за большой вклад в развитие отечественной культуры и искусства, многолетнюю плодотворную деятельность[30]
- Заслуженный деятель искусств Российской Федерации (30 августа 1999 года) — за большой вклад в развитие киноискусства[2].
- Почётный работник культуры города Москвы (2009)[31].
- В 1995 году был удостоен премии «Золотой телёнок» «Литературной Газеты» («Клуба 12 стульев»).
- Лауреат премии Каннского кинофестиваля за сценарий фильма «Молох» (1999).
- Лауреат Пастернаковской премии за сценарий сериала «Доктор Живаго» (2005)[9].
- Лауреат Государственной премии РФ в 2002 г. за сценарий к фильму «Телец».
- Лауреат независимой премии «Триумф» (2008).
- Лауреат кинопремии «Ника» за сценарии фильмов «Телец», «Солнце», «Полторы комнаты, или Сентиментальное путешествие на родину», «Фауст» и «Монах и бес».
- Лауреат премии Правительства России за сценарий к фильму «Полторы комнаты, или Сентиментальное путешествие на Родину» (2011).
- Лауреат премии «Золотой орёл» За лучший сценарий (фильм «Орда») (2012)[32] и «Монах и бес» (2017).